# Mart Groentjes
Mart Groentjes (Alkmaar, 1937) is secretaris van de Boerderijenstichting Noord-Holland 'Vrienden van de Stolp'. Deze stichting, in 1988 opgericht, beijvert zich voor het behoud van de voor het Noord-Hollandse landschap zo karakteristieke stolpboerderij. In 2007 kreeg hij een Zilveren Anjer voor zijn werk voor de Boerderijenstichting.
Groentjes is tevens penningmeester van de Stichting Orgeltochten Noord-Holland die orgelconcerten organiseert in kerken in Noord-Holland.

## Enkele boeken
- Willem Jan Hendrikse: Zeven gedichten, met een voorwoord van A. Roland Holst, lay-out: Mart Groentjes, bibliofiele uitgave, 1964
- J.J. Schilstra, L. Brandts Buys, C. de Jong, Mart Groentjes (eindredactie): De stolp te kijk, Stichting Uitgeverij Noord-Holland, 1978
- Mart Groentjes en Kiki Kikkert: Jaap Min, een catalogus, Culturele Raad Noord-Holland, 1985
- Mart Groentjes (redactie): Noord-Holland in Proza, Poëzie en Prenten, Stichting Culturele Raad Noord-Holland, 1994
- J. Jongepier, H. van Nieuwkoop, W. Poot, Mart Groentjes (eindredactie): Orgels in Noord-Holland: historie, bouw en gebruik van de Noordhollandse kerkorgels, Pirola, 1996
- D. Aten, A. Geertman, R. Floris, Mart Groentjes (eindredactie) et al: Recht toe recht aan: het boerenerf in de Schermer, Rabobank Zuivelbank Alkmaar e.o., 1998